# Halysidota donahuei
Halysidota donahuei är en fjärilsart som beskrevs av Watson 1980. Halysidota donahuei ingår i släktet Halysidota och familjen björnspinnare. Inga underarter finns listade i Catalogue of Life.